# Torre de Salinas
La torre de Salinas es una montaña de la cordillera Cantábrica ubicada en el macizo central de los Picos de Europa. Tiene 2447 metros de altitud y pertenece al sector montañoso donde se localizan la torre del Hoyo de Liordes, la torre de Olavarría (2431 m) y la torre del Hoyo Chico. El collado de la Chavida separa dicho sector de la torre del Friero.
Todas estas cumbres mencionadas constituyen las Peñas Cifuentes.

## Rutas de acceso
Son varios los itinerarios de montañismo que conducen a la torre de Salinas que pueden partir del puerto de Pandetrave, de Santa Marina de Valdeón o bien desde Fuente Dé.

## Primera ascensión documentada
Fue en el año 1853 cuando el ingeniero y geólogo gallego Casiano de Prado, en compañía de los geólogos franceses Verneuil y Lorière realizó la primera ascensión documentada a la Torre de Salinas. Un pastor natural de Portilla de la Reina guio la ruta desde el puerto de Pandetrave.
Se trata de una de las primeras ascensiones testimoniadas en los Picos de Europa.